# Верхняя Базаиха
Верхняя Базаиха — посёлок в Берёзовском районе Красноярского края России. Входит в состав Маганского сельсовета. Находится на берегах реки Базаиха, примерно в 39 км к юго-юго-востоку (SSE) от районного центра, посёлка Берёзовка, на высоте 402 метров над уровнем моря.

## Население
| 1989 | 2002 | 2010 |
| ---- | ---- | ---- |
| 594  | ↘367 | ↘209 |

Гендерный состав
По данным Всероссийской переписи населения 2010 года 94 мужчины и 115 женщин из 209 чел.

## Улицы
Уличная сеть посёлка состоит из 7 улиц и 1 переулка.